# Tuffi ai campionati europei di nuoto 2018 - Trampolino 3 metri sincro maschile
Il concorso dei tuffi dal trampolino 3 metri sincro maschile ai Campionati europei di nuoto 2018 si è svolta il 10 agosto 2018 alle 13:30, alla Royal Commonwealth Pool di Edimburgo e vi hanno preso parte 5 coppie di atleti, provenienti da altrettante diverse nazioni.

## Medaglie
| Posizione | Atleti                          | Paese         |
| --------- | ------------------------------- | ------------- |
| Oro       | Evgenij Kuznecov Il'ja Zacharov | Russia        |
| Argento   | Jack Laugher Christopher Mears  | Gran Bretagna |
| Bronzo    | Patrick Hausding Lars Rüdiger   | Germania      |

## Risultati
| Class.  | Nazione       | Tuffatori                             | Punti | Punti | Punti | Punti | Punti | Punti | Punti  |
| Class.  | Nazione       | Tuffatori                             | T1    | T2    | T3    | T4    | T5    | T6    | Totale |
| ------- | ------------- | ------------------------------------- | ----- | ----- | ----- | ----- | ----- | ----- | ------ |
| Oro     | Russia        | Evgenij Kuznecov Il'ja Zacharov       | 52.80 | 52.20 | 65.88 | 86.10 | 79.56 | 94.62 | 431.16 |
| Argento | Gran Bretagna | Jack Laugher Christopher Mears        | 49.80 | 48.60 | 83.64 | 85.68 | 84.24 | 78.66 | 430.62 |
| Bronzo  | Germania      | Patrick Hausding Lars Rüdiger         | 50.40 | 48.00 | 66.96 | 75.48 | 77.70 | 76.23 | 394.77 |
| 4       | Ucraina       | Oleksandr Horškovozov Oleh Kolodij    | 48.60 | 48.00 | 75.48 | 76.26 | 58.14 | 72.42 | 378.90 |
| 5       | Italia        | Andrea Chiarabini Giovanni Tocci      | 48.60 | 45.00 | 74.46 | 68.25 | 62.22 | 72.54 | 371.07 |
| 6       | Polonia       | Kacper Lesiak Andrzej Rzeszutek       | 49.20 | 48.00 | 67.50 | 72.54 | 72.42 | 56.10 | 365.76 |
| 7       | Svizzera      | Guillaume Dutoit Simon Rieckhoff      | 47.40 | 43.80 | 64.80 | 62.22 | 62.31 | 67.32 | 347.85 |
| 8       | Armenia       | Azat Harutyunyan Vladimir Harutyunyan | 43.20 | 41.40 | 61.20 | 55.80 | 62.22 | 71.40 | 335.22 |
| 9       | Grecia        | Nikolaos Molvalis Athanasios Tsirikos | 46.20 | 43.80 | 48.36 | 55.80 | 48.72 | 55.80 | 298.68 |
| 10      | Georgia       | Sandro Melikidze Tornike Onikashvili  | 37.80 | 39.00 | 58.50 | 60.45 | 57.60 | 35.70 | 289.05 |